# زلزال شنشي عام 1556

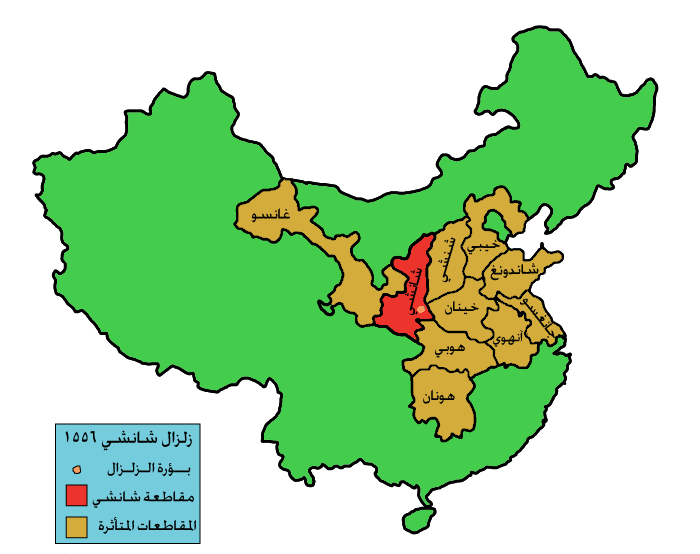
خارطة تبين المقاطعات التي أصابها زلزال شنشي

زلزال شنشي، ويسمى أيضا زلزال محافظة هاو، [بحاجة لمصدر] أكبر زلزال سجل من حيث عدد الضحايا والذي بلغ 830000 نسمة. حدث هذا الزلزال في صباح الثالث والعشرين من شهر يناير لعام 1556 في مقاطعة شنشي الصيني. ولقد بلغ تأثير مساحة الزلزال إلى أكثر من سبعة وتسعين مقاطعة في مقاطعات شنشي، شنشي وخينان وقانسو وخيبي وشاندونغ وهوبي وهونان وجيانغسو وآنهوي. كما أدى الزلزال إلى تدمير بقعة محيطها 840 كم في بعض المقاطعات وإلى مقتل ستين بالمائة من السكان[بحاجة لمصدر]. وقد كان أغلب السكان في ذلك الوقت يسكنون في كهوف اصطناعية وفي شقوق في الجبال والتي انهارت عليهم نتيجة الكارثة.
تضع الإحصاءات الحديثة بناء على معلومات جيولوجية زلزال شنشي على الدرجة الثامنة تقريبا، في مقياس العزم. ومع أنه كان أكبر الزلازل المميتة ويعتبر خامس أكبر الكوارث الطبيعية في التاريخ، كان هنالك زلازل أخرى ذات شدة أعلى. استمرت الهزات الرادفة بالمعاودة عدة مرات في الشهر ولمدة نصف سنة. تمركزت بؤرة الزلزال في محافظة هاو في إقليم شنشي (خط عرض 34.5 وخط طول 109.7).

## الزلزال
ورد في سجلات الصين التاريخية وصف لهذا الزلزال كالتالي:
دمر الزلزال العديد من معارض الأحافير الحجرية. فقد تكسرت 40 لوحة من لوحات كايتشنغ التقليدية البالغ عددها 114.
كان العالم كين كيدا أحد الناجين في هذا الزلزال وقد سجل بعض تفاصيله. كانت استنتاجات كيدا بعد هذا الزلزال تشمل: «في اللحظات الأولى من الزلزال يجب على الناس المتواجدين داخل المباني ألا يخرجوا فورا. فقط انبطح على الأرض وانتظر فرصة مواتية. فحتى لو انهار العش فإن بعض البيوض فيه قد تسلم». وقد تكون هذه دلالة على أن الكثير من الناس كانوا قد قتلوا وهم يحاولون الهرب بينما نجا بعض الباقين.
نتج عن الارتجاجات أن تقلص ارتفاع هيكل الإوزرة البرية الصغيرة في مقاطعة شيآن من 45 متراً إلى 43.4 متراً.

## المنازل الكهفية
كان الملايين من الناس في ذلك الوقت يعيشون في كهوف صنعتها الرواسب الرملية في منحدرات الجبال الشاهقة في منطقة هضبة الأطياس التي تغطي أغلب مناطق إقليم شنشي وشنشي وغانسو وأجزاء من أقاليم أخرى. ويطلق على هذه الكهوف اسم طيس وهي عبارة عن ترسبات للرمال الغرينية التي تدفع بها العواصف إلى الهضبة على مر الزمن. يتشكل هذا الطمي المترسب على مدى ملايين السنين نتيجة للغرين الذي تدفع به الرياح من صحراء غوبي. لذلك، فإن هذه الأطياس تكون عرضة لعوامل التعرية الطبيعية كالريح والماء. عاش الكثير من سكان الأقاليم المتضررة في هذا النوع من المساكن والتي يطلق عليها ياؤدنغ في تلك المنحدرات. وقد كانت هذه المساكن أحد الأسباب الرئيسية في وقوع هذا العدد الضخم من الضحايا، فقد نتج عن الزلزال انزلاقات أرضية دمرت تلك الكهوف.

## الخسائر
| الزلازل المهلكة            | الزلازل المهلكة | الزلازل المهلكة | الزلازل المهلكة | الزلازل المهلكة |
| ترتيب                      | الزلزال         | البلد           | السنة           | القتلى          |
| -------------------------- | --------------- | --------------- | --------------- | --------------- |
| 1                          | شانشي           | الصين           | 1556            | 830,000         |
| 2                          | المحيط الهندي   | أندونيسيا       | 2004            | 283,100         |
| 3                          | تانغشان         | الصين           | 1976            | 242,000         |
| 4                          | حلب             | سوريا           | 1138            | 230,000         |
| 5                          | غانسو           | الصين           | 1920            | ~ 200,000       |
| مقال رئيسي : قائمة الزلازل |                 |                 |                 |                 |

من الصعب تحديد حجم الخسائر بالمقاييس الحديثة. ولكن عادة ما يقدر عدد الضحايا بحوالي 830.000 شخص، أما الخسائر المادية للممتلكات فهي كبيرة لدرجة يصعب إحصاؤها. وقد شمل الدمار مناطق بأكملها في داخل الصين وأبيد ما نسبته 60% من إجمالي سكان تلك المناطق. ويمكن مقارنة حجم الدمار الناتج من هذا الزلزال بما يخلفه تفجير قنبلة نووية إذا ما أهملنا الآثار الجانبية للقنبلة.

## مقارنة
لم تكن كارثة زلزال شنشي هي الأسوء من بين الكوارث التي حلت بالصين. فعلى سبيل المثال، قتل عشرات الملايين من الصينيين خلال سنوات الكوارث الطبيعية الثلاث التي حدثت ما بين عامي 1959 و1961 م.

## روابط خارجية
- آثار زلزال محافظة هاو